# Sliudianka
Sliudianka (în rusă Слюдянка) un oraș în regiunea Irkutsk din Rusia, cu o populație de 18542 de persoane. Este situat pe malul sudic al lacului Baikal.
1. ↑  OKTMO 179/2016, accesat în 26 octombrie 2016